# 藺芳
藺芳（？—1417年），中書省晉寧路解州夏縣（今山西省夏縣）人，明朝官员。
洪武年间，藺芳因孝廉中举，后累任刑部郎中。永乐年间，出任吉安府知府，为民所爱戴。后因事连坐而贬为辦事官，跟从宋禮治會通河，復為工部都水主事。永樂十年（1412年），黃河在陽武絕口，藺芳巡視后上言請加築塞。后因宋禮舉薦，升爲工部右侍郎，五年後，死於任上。藺芳節約廉潔，事母至孝，并躬身自檢，被人們視為良吏。